# División de Honor de rugby 2006-07
La temporada 2006-07 de la División de Honor fue la 40.ª edición de esta liga en la que participaron 10 equipos españoles. El calendario, que duró 6 meses, comprendió un total de 90 partidos, en el que cada equipo se enfrentó a los otros 9 en una liga a doble vuelta.

## Clasificación
| POS | EQUIPO                 | JUG | GAN | EMP | PER | FAV | CON | BONUS | PUNTOS |
| --- | ---------------------- | --- | --- | --- | --- | --- | --- | ----- | ------ |
| 1   | Cetransa El Salvador   | 18  | 17  | 0   | 1   | 600 | 249 | 15    | 83     |
| 2   | C.R.C. Madrid Noroeste | 18  | 14  | 0   | 4   | 461 | 324 | 9     | 65     |
| 3   | U.E. Santboiana        | 18  | 11  | 0   | 7   | 462 | 368 | 7     | 51     |
| 4   | CIC Rugby Valladolid   | 18  | 11  | 0   | 7   | 373 | 343 | 7     | 51     |
| 5   | Spyro Bera Bera R.T.   | 18  | 10  | 0   | 8   | 384 | 354 | 5     | 45     |
| 6   | F.C. Barcelona         | 18  | 7   | 0   | 11  | 383 | 448 | 12    | 40     |
| 7   | Kitmar Ordizia R.E.    | 18  | 8   | 0   | 10  | 292 | 386 | 4     | 36     |
| 8   | Getxo Artea R.T.       | 18  | 6   | 0   | 12  | 300 | 408 | 9     | 33     |
| 9   | C.R. Liceo Francés     | 18  | 5   | 0   | 13  | 390 | 469 | 12    | 32     |
| 10  | Complutense Cisneros   | 18  | 1   | 0   | 17  | 294 | 590 | 5     | 9      |